# Smoleński Państwowy Uniwersytet Medyczny
Smoleński Państwowy Uniwersytet Medyczny (ros. Смоленский Государственный Медицинский Университет), uprzednio Smoleńska Państwowa Akademia Medyczna (ros. Смоленская государственная медицинская академия, pełna nazwa: Государственное бюджетное образовательное учреждение высшего профессионального образования «Смоленская государственная медицинская академия» Министерства здравоохранения Российской Федерации) – rosyjska państwowa uczelnia wyższa typu akademickiego w Smoleńsku, kształcąca w dziedzinie nauk medycznych. 

## Historia
Początki placówki związane są ze Smoleńskim Uniwersytetem Państwowym. 4 kwietnia 1920 roku Ludowy Komisariat Ochrony Zdrowia Rosyjskiej FSRR wydał decyzję o utworzeniu w jej murach wydziału (fakultetu) medycznego. Jeszcze w okresie Imperium Rosyjskiego trwały przygotowania do powołania w Smoleńsku państwowej instytucji edukacyjnej, która miałaby prowadzić kształcenie z zakresu medycyny i ochrony zdrowia. Plany te zostały przerwane, najpierw przez wybuch I wojny światowej, a następnie przez zawieruchę rewolucyjną i okres wojny domowej. Pierwsza grupa studentów nie była jednak długo w stanie kontynuować swych studiów, gdyż już w kilka miesięcy później, w toku wojny polsko-bolszewickiej, budynek uniwersytetu został zajęty przez ewakuowane z Mińska dowództwo i sztab radzieckiego Frontu Zachodniego. W kolejnych latach państwo znacznie ograniczyło subwencje na edukację, co pogorszyło warunki kształcenia, chociaż fakultet medyczny nie podzielił losu wielu instytucji naukowych i nie został zamknięty, jednakże przez kolejnych kilka lat przeżywał znaczne trudności. Dopiero w 1924 roku przywrócono mu finansowanie państwowe. Rozwój przyszedł pod koniec lat dwudziestych i w latach trzydziestych XX wieku, głównie dzięki wykwalifikowanej kadrze naukowej, która uczyniła z fakultetu jeden z wiodących ośrodków nauk medycznych w Związku Radzieckim. Wydział podniósł poziom opieki medycznej, poprzez współpracę ze szpitalami i ośrodkami zdrowia, nie tylko w samym Smoleńsku, ale także w pobliskich miastach, m.in. Witebsku, Homlu i Briańsku. 18 kwietnia 1930 roku, decyzją władz państwowych, wydział medyczny uzyskał samodzielność i został przekształcony w Smoleński Państwowy Instytut Medyczny (ros. Смоленский государственный медицинский институт). W 1935 roku kadra naukowa liczyła 125 osób – 21 profesorów, 11 docentów, 83 asystentów i 10 innych wykładowców. W 1941 roku na dwóch wydziałach (leczniczym i pediatrycznym) naukę pobierało 2600 studentów, co czyniło instytut jednym z największych w kraju. Po agresji niemieckiej na ZSRR w czerwcu 1941 roku instytut, wraz z wyposażeniem i częścią kadry naukowej, został ewakuowany do Saratowa. Zajęcia zostały wznowione na początku 1944 roku. Warunki po zakończeniu wojny były bardzo trudne, większość budynków została zniszczona wskutek działań militarnych, zginęło także wielu pracowników instytutu. W 1950 roku znacząco zwiększona została dotacja państwa, co umożliwiło rozwój placówki. W 1956 roku instytut uzyskał uprawnienie do przeprowadzania dysertacji kandydackich, w kolejnych latach otwarto wydział dentystyczny, a w latach sześćdziesiątych instytut otrzymał nowe obiekty, m.in. kampusy dla studentów. W 1970 roku w murach instytutu studiowało 3500 osób.
Zmiany w funkcjonowaniu placówki przyszły po rozpadzie Związku Radzieckiego i przekształceniach ustrojowych, jakie zachodziły w Federacji Rosyjskiej w latach dziewięćdziesiątych XX wieku. Od 1992 roku instytut rozpoczął przyjmowanie obcokrajowców, a w 1994 roku utworzył dla nich specjalny wydział. 15 czerwca 1994 Smoleński Państwowy Instytut Medyczny został przekształcony w Smoleńską Państwową Akademię Medyczną (ros. Смоленская государственная медицинская академия). Sytuacja poprawiła się po 2000 roku, gdy rozpoczęto inwestycje w nowe budynki, a także zaczęto otwierać nowe wydziały. Od 1970 roku działa muzeum poświęcone historii akademii. Rektorem uczelni jest Igor Wiktorowicz Otwagin. Pełni on swą funkcję od 2008 roku. 23 marca 2010 roku Akademia podpisała umowę o współpracy, która zakłada m.in. wymianę studentów, doktorantów i nauczycieli akademickich z Warszawskim Uniwersytetem Medycznym. Akademia podlega pod Ministerstwo Zdrowia Federacji Rosyjskiej, co znajduje odzwierciedlenie w pełnej nazwie instytucji.
Zgodnie z rozporządzeniem Ministra Zdrowia Federacji Rosyjskiej z dnia 16 lutego 2015 nr 56 w sprawie zmian w Statucie Akademii, Smoleńska Państwowa Akademia Medyczna została przemianowana na Smoleński Państwowy Uniwersytet Medyczny.

## Organizacja
Uczelnia zapewnia kształcenie studentom na następujących wydziałach (fakultetach):
- Wydział Leczniczy
- Wydział Pediatryczny
- Wydział Stomatologiczny
- Wydział Studentów Zagranicznych
- Wydział Farmaceutyczny
- Wydział Psychologiczno-Społeczny
- Wydział Wyższego Kształcenia Pielęgniarek
- Wydział Podwyższania Kwalifikacji Zawodowych[8]

Uczelnia wydaje też następujące czasopisma naukowe:
- Kliniczeskaja mikrobiołogija i antimikrobnaja chimiotierapija (ros. Клиническая микробиология и антимикробная химиотерапия)
- Miedicynskije wiesti riegionow (ros. Медицинские вести регионов)
- Matiematiczeskaja morfołogija (ros. Математическая морфология, czasopismo internetowe)
- Gołownaja bol (ros. Головная боль, czasopismo internetowe)[8]

Biblioteka uczelni ma w swych zbiorach ponad 550 tysięcy książek, co czyni ją jedną z największych placówek bibliotecznych w Smoleńsku. Uczelnia zatrudnia 450 pracowników naukowych, w tym 86 doktorów i 281 kandydatów nauk. Prowadzi współpracę naukową z medycznymi uniwersytetami z m.in. Polski, Stanów Zjednoczonych, Japonii, Niemiec, Włoch i Francji.